# Jókay Zoltán
Jókay Zoltán (Tatabánya, 1967. július 3. –) magyar röplabdázó, edző. 2004 és 2018 között a Vasas SC edzője, amellyel négyszer nyerte meg a női bajnokságot, valamint nyolcszor a Magyar Kupát. A Pénzügyőr edzőjeként a férfi mezőnyben is elért két bajnoki címet. 2010 és 2012 között a magyar női röplabda-válogatott szövetségi kapitánya.

## Életpályája
Általános iskolai tanulmányait szülővárosában végezte, itt ismerkedett meg a röplabdával is, ahol Nemes József tanítványa volt. 1985-ben érettségizett a tatabányai Árpád Gimnáziumban. Ebben az időszakban mutatkozott be férfi röplabda NB I-ben. Később a Szombathely csapatához igazolt, majd a TFSE feladója lett. 1990 és 1995 között a TF-en tanult és szerzett tanári diplomát, 1997-ben pedig szakedzői képesítést. 1996-tól tanít is a TF-en, ahol előbb a testnevelő tanári szakon oktatta a nappalis és levelező hallgatókat, 1998-tól a röplabda-szakedzői szakon. 2000-től angol nyelvű kurzusokat is tart. A TF-en a sportjáték tanszéken 2002-ben egyetemi adjunktusi és 2016-ban mestertanári kinevezéseket kapott. Teniszedzői képesítést is szerzett.
Oktatói pályája mellett edzői pályára is lépett. 1995-ben a Csepel SC felnőtt férfi csapatának lett másodedzője, illetve utánpótlás-szakágvezetője. 1997-ben átkerült a TFSE-hez, ahol a női röplabda szakosztályvezetője, valamint a csapat vezetőedzője lett. A csapattal 1998-ban megnyerte az NB II-t. 2000-ben a TF-es munkája mellett a magyar női ifjúsági válogatott másodedzője, 2001-ben pedig szövetségi edzője lett. Ekkor távozott a TFSE-től. 2003-ban a csapattal részt vett az ifjúsági Európa-bajnokságon, illetve a világbajnokságon is. 2003-ban az ifjúsági válogatott mellett a Vasas SC női felnőtt csapatának lett másodedzője Ratimorszky Károly mellett, majd 2004-ben távozott a válogatottól és átvette a Vasas női csapatát, ahol szakmai igazgató is lett. Itt ért el sikerei csúcsára, a Vasassal négy felnőtt bajnokságot (2005, 2008, 2012, 2013), illetve nyolc kupagyőzelmet (2005, 2006, 2008, 2009, 2012–2015) aratott, valamint összesen tízszer szerepelt a bajnoki döntőn, tizenegyszer kupadöntőn. A Vasasnál az utánpótlás rendszerét is átalakította, ezzel sikeres utánpótlásnevelő egyesületté alakítva a Vasast. Vasasos munkája mellett 2010-ben a női felnőtt válogatott szövetségi kapitányává is kinevezték, posztjáról 2012-ben mondott le. Három évvel később visszatért, amikor is a belga Jan De Brandt segítője lett. A válogatottal megnyerték a 2015-ös Európa-Ligát, valamint kvalifikálták magukat a 2015-ös női röplabda-Európa-bajnokságra, így huszonnyolc év után ismét Eb-n szerepelt a válogatott. A kvalifikációt a 2017-es női röplabda-Európa-bajnokságra is sikerrel vették, de Jan De Brandt lemondását követően Jókay is távozott a válogatottól. De Brandt visszatérése után ismét a válogatott szakmai stábjának lett tagja. 2018 áprilisában, tizennégy év után távozott a Vasastól. 2018 júniusában visszatért a férfi szakágba, és az élvonalbeli Pénzügyőr SE vezetőedzője lett, amivel 2020-ban, 2021-ben és 2022-ben kupagyőzelmet, 2021-ben pedig bajnoki címet szerzett, így női és férfi szakágban is bajnok, illetve kupagyőztes edző.

## Sikerei, díjai
TFSE
- női NB II győztese: 1998

Vasas SC
- magyar bajnok: 2005, 2008, 2012, 2013
- kupagyőztes: 2005, 2006, 2008, 2009, 2012, 2013, 2014, 2015
- bajnoki döntős: 2006, 2010, 2011, 2014, 2015, 2016, 2017
- kupadöntős: 2007, 2010, 2016, 2017

Pénzügyőr SE
- magyar bajnok: 2021
- bajnoki döntős: 2019
- kupagyőztes: 2020, 2021, 2022
- kupadöntős: 2019

női ifjúsági válogatott
- Eb-résztvevő: 2003
- vb-résztvevő: 2003

magyar női röplabda-válogatott
- Európa-Liga-győztes: 2015
- Eb-résztvevő: 2015
- Eb-résztvevő: 2019

### Egyéni díjai
- Az év edzője: 2005, 2006, 2012, 2021
- Edzői nívódíj TF
- A Magyar Röplabda-szövetség emlékplakettje: 2015
- Vasas örökös tag: 2010
- Vasas Aranygyűrű: 2015
- Abád József-díj: 2017